# Влад Сорд
Влад Сорд (настоящее имя укр. Владислав Юрійович Гранецький-Стафійчук, 21 июля 1995, пгт Рудница, Украина) — украинский издатель, дизайнер, поэт и прозаик. Военнослужащий, доброволец, участник смены власти на Украине в феврале 2014 года и российско-украинской войны, общественный активист, муж писательницы Виктории Гранецкой.

## Биография
Влад Сорд родился 21 июля 1995 года года в пгт Рудница, Песчанского района Винницкой области. По собственным словам, имел предков-норвежцев.
Убежал из дома в Крым в 16 лет. Учился в крымском филиале Харьковского юридического института, добился получения президентской стипендии, проходил практику в Верховном Совете АР Крым. В то же время работал на нескольких работах, увлекался исторической реконструкцией и айкидо. Из-за проукраинской позиции подвергся преследованию со стороны окружения. Самостоятельно приобрел квартиру, которую впоследствии во время аннексии Крыма незаконно присвоила семья россиян из Саратова. Прекратил обучение в 2013 году перед поступлением на четвёртый курс.

### Военная и общественная деятельность
По словам самого Сорда, с началом событий на Майдане приехал в Киев, вступил в отряд «Вікінги», стал активным участником Революции Достоинства . В 2014 году отправился на Восток Украины как военный добровольец под позывным «Змей». После гибели в боях за ДАП младшего «киборга» Сергея Табалы (позывной «Север») возглавил добровольческий отряд «Мстители им. С. Табалы»; позже основал благотворительную организацию с тем же названием. Воевал в рядах ДУК Правого сектора, в батальонах «Азов» (при попытке легализации т. д. н. ГБ СП «Один», бывший 7 ОРБ ДУК ПС — где служил с Василием Слепаком а так же военнослужащей и журналисткой Валерией Бурлаковой) и «ОУН» (вместе с Евгением Строканем и отрядом «Мстители им. С. Табалы» участвовал в штурме блокпоста солдат так называемой ДНР в окрестностях Донецка). Боевой путь начался с двух хаотических и несогласованных с командованием ДУК ПС многодневных заездов в окрестности Иловайска, где во время последнего Сорд попал под первый в жизни артобстрел и получил травмы спины, повредив позвонки из-за падения грузовика, в который попал снаряд.
С октября 2015 года служил по контракту в составе 93-й ОМБр сначала гранатометчиком в пехоте на шахте Бутовцы Донецкой области, впоследствии в артразведке на Луганском направлении. Под конец службы посменно исполнял обязанности начальника и заместителя прессслужбы бригады. Автор слов её нового гимна, исполненного рок-группой «Тень Солнца», почетного наименования и один из разработчиков новой символики 93 ОМБр.
...Знав Змій і безліч інших речей, про які пише. Безліч почуттів і моментів, знайомих кожному бійцю... “Подарованих” цією війною кожному у той час, як лише одному з тисячі, напевно, дарована здатність переплавити емоції у слова. Знаєте, як це — коли “вітрила наповнює втома”? Як “ночами не світять зорі”? Зрештою, як це — коли “человек переходит черту. И не страшно ему уже...” Не страшно й вивернути себе навиворіт, чесно пишучи про найзаповітніше, підсвічуючи підствольним ліхтариком найтемніші куточки власного серця. Від цього стає світліше іншим.
Валерия Бурлакова, передысловие к книге «Трансгресия»
В 2017 году женился на украинской писательнице Виктории Гранецкой . Для этого Сорд на несколько дней покинул воинскую часть, его рапорт, однако, не был подписан и оставление Сордом части было расценено как дезертирство. Уволился из рядов Вооруженных сил Украины в 2018 году по истечении срока контракта до конца особого периода .
Вдвоем с женой они основали издательство «Дом Химер», где Влад Сорд также работает художественным редактором. Кроме создания буктрейлеров и издания книг чисто украинских авторов на украинском языке в жанре хоррор, издательство активно отстаивает гражданскую позицию и постоянно инициирует или приобщается к благотворительным инициативам. Часть доходов направляется на поддержку политзаключенных, в частности, Сергея Стерненко и Андрея Антоненко.
В июле 2021 года Влад Сорд стал лауреатом премии «Кризалис» (Chrysalis) Европейского общества научной фантастики (вручается писателю или художнику, ярко заявившему о себе дебютными произведениями) за сборник рассказов военного хоррора «Бездна» и художественное оформление книг издательства.

### В российско-украинской войне 2022 года
Во время российского вторжения в Украину в 2022 году, Влад Сорд возобновил службу в составе 93-й ОМБр. В сюжете американского телеканала CBS News он поблагодарил королеву Великобритании за ракеты NLAW.